# Убийство (фильм, 1987)
«Убийство» (англ. Assassination) — кинофильм.

## Сюжет
Джей Киллон — телохранитель недавно избранного президента США. Его назначают оберегать «первую леди» Лару Ройс. Она ненавидит Киллона и делает всё возможное, чтобы ускользнуть. Кто-то пытается убить Лару.

## В ролях
- Чарлз Бронсон — Джей Киллон, телохранитель
- Джилл Айрленд — Лара Ройс, Первая леди США
- Люсиль Блисс — Кроун